# Lin Meimei
Lin Meimei (chinesisch 林妹妹, Pinyin Lín Mèimei; * 26. November 1997 in Peking) ist eine chinesische Beachvolleyballspielerin.

## Karriere
Lin Meimei spielte von 2013 bis 2019 mit verschiedenen Partnerinnen auf nationalen Turnieren und auf der FIVB World Tour, allerdings ohne größere Erfolge. Ende 2022 war Asienmeisterin und Olympiateilnehmerin Xia Xinyi ihre Partnerin. Bestes Ergebnis auf der neugeschaffenen World Beach Pro Tour war die Finalteilnahme im Oktober 2022 beim ersten Challenge-Turnier in Dubai. Seit 2023 spielt Lin Meimei wieder zusammen mit Zeng Jinjin.